# Tàu điện ngầm Daegu tuyến 2
Tàu điện ngầm Daegu tuyến 2 là tuyến vận chuyển nhanh thứ hai ở thành phố Daegu, Hàn Quốc. Nó được quản lý bởi Tổng công ty đường sắt cao tốc đô thị Daegu.
Tuyến đầu tiên chạy từ Munyang đến Sawol vào 18 tháng 10 năm 2005, khoảng cách 29 km. Tuyến được lên kế hoạch mở cửa trước một số năm, nhưng do hậu quả của cuộc khủng hoảng IMF vào cuối năm 1990 nên công trình bị trì hoãn.
Vào 19 tháng 9 năm 2012, phần mở rộng từ Sawol đến Đại học Yeongnam được mở cửa.

## Ga
| Số ga | Tên ga                                                          | Tên ga                     | Tên ga                     | Chuyển tuyến | Khoảng cách | Tổng khoảng cách | Vị trí           | Vị trí       |
| Số ga | Tiếng Anh                                                       | Hangul                     | Hanja                      | Chuyển tuyến | Khoảng cách | Tổng khoảng cách | Vị trí           | Vị trí       |
| ----- | --------------------------------------------------------------- | -------------------------- | -------------------------- | ------------ | ----------- | ---------------- | ---------------- | ------------ |
| 216   | Munyang                                                         | 문양                       | 汶陽                       |              | ---         | 0.0              | Daegu            | Dalseong-gun |
| 217   | Dasa                                                            | 다사                       | 多斯                       |              | 2.9         | 2.9              | Daegu            | Dalseong-gun |
| 218   | Daesil                                                          | 대실                       | 대실                       |              | 1.0         | 3.9              | Daegu            | Dalseong-gun |
| 219   | Gangchang                                                       | 강창                       | 江倉                       |              | 1.4         | 5.3              | Daegu            | Dalseo-gu    |
| 220   | Đại học Keimyung                                                | 계명대                     | 啓明大                     |              | 1.3         | 6.6              | Daegu            | Dalseo-gu    |
| 221   | Khu công nghiệp Seongseo                                        | 성서산업단지               | 城西産業團地               |              | 1.2         | 7.8              | Daegu            | Dalseo-gu    |
| 222   | Igok                                                            | 이곡                       | 梨谷                       |              | 0.8         | 8.6              | Daegu            | Dalseo-gu    |
| 223   | Yongsan (Văn phòng công tố viên Seobu chi nhánh)                | 용산 (서부법원·검찰청입구) | 龍山 (西部法院·檢察廳入口) |              | 1.3         | 9.9              | Daegu            | Dalseo-gu    |
| 224   | Jukjeon                                                         | 죽전                       | 竹田                       |              | 0.9         | 10.8             | Daegu            | Dalseo-gu    |
| 225   | Gamsam                                                          | 감삼                       | 甘三                       |              | 0.9         | 11.7             | Daegu            | Dalseo-gu    |
| 226   | Duryu                                                           | 두류                       | 頭流                       |              | 0.8         | 12.5             | Daegu            | Dalseo-gu    |
| 227   | Naedang                                                         | 내당                       | 內唐                       |              | 0.9         | 13.4             | Daegu            | Seo-gu       |
| 228   | Bangogae                                                        | 반고개                     | 반고개                     |              | 0.8         | 14.2             | Daegu            | Dalseo-gu    |
| 229   | Đồi Cheongna                                                    | 청라언덕                   | 靑蘿언덕                   | (329)        | 0.9         | 15.1             | Daegu            | Jung-gu      |
| 230   | Banwoldang                                                      | 반월당                     | 半月堂                     | (130)        | 1.0         | 16.1             | Daegu            | Jung-gu      |
| 231   | Bệnh viện đại học quốc gia Kyungpook                            | 경대병원                   | 慶大病院                   |              | 0.9         | 17.0             | Daegu            | Jung-gu      |
| 232   | Ngân hàng Daegu                                                 | 대구은행                   | 大邱銀行                   |              | 1.1         | 18.1             | Daegu            | Suseong-gu   |
| 233   | Beomeo                                                          | 범어                       | 泛漁                       |              | 1.0         | 19.1             | Daegu            | Suseong-gu   |
| 234   | Văn phòng Suseong-gu                                            | 수성구청                   | 壽城區廳                   |              | 0.9         | 20.0             | Daegu            | Suseong-gu   |
| 235   | Manchon                                                         | 만촌                       | 晩村                       |              | 0.9         | 20.9             | Daegu            | Suseong-gu   |
| 236   | Damti (Cao đẳng Suseong – Trường trung học & phổ thông Daeryun) | 담티 (수성대·대륜)         | 담티 (壽城大·大倫)         |              | 0.9         | 21.8             | Daegu            | Suseong-gu   |
| 237   | Yeonho                                                          | 연호                       | 蓮湖                       |              | 1.8         | 23.6             | Daegu            | Suseong-gu   |
| 238   | Công viên lớn Daegu                                             | 대공원                     | 大公園                     |              | 1.0         | 24.6             | Daegu            | Suseong-gu   |
| 239   | Gosan                                                           | 고산                       | 孤山                       |              | 1.2         | 25.8             | Daegu            | Suseong-gu   |
| 240   | Sinmae                                                          | 신매                       | 新梅                       |              | 1.1         | 26.9             | Daegu            | Suseong-gu   |
| 241   | Sawol                                                           | 사월                       | 沙月                       |              | 1.1         | 28.0             | Daegu            | Suseong-gu   |
| 242   | Jeongpyeong                                                     | 정평                       | 正坪                       |              | 1.1         | 29.1             | Gyeongsangbuk-do | Gyeongsan-si |
| 243   | Imdang                                                          | 임당                       | 臨堂                       |              | 1.2         | 30.3             | Gyeongsangbuk-do | Gyeongsan-si |
| 244   | Đại học Yeungnam                                                | 영남대                     | 嶺南大                     |              | 1.1         | 31.4             | Gyeongsangbuk-do | Gyeongsan-si |

## Liên kết
- Tổng công ty đường sắt cao tốc đô thị Daegu Lưu trữ ngày 8 tháng 3 năm 2014 tại Wayback Machine